# Simion Săveanu
Simion Săveanu a fost un jurnalist și publicist român.

## Cariera jurnalistică
A lucrat ca redactor șef rubrică la ziarul România liberă. A fost decorat de Consiliul de Stat al Republicii Socialiste România în februarie 1968 cu Ordinul Muncii clasa a III-a „pentru merite deosebite în muncă, cu prilejul împlinirii a 25 de ani de la apariția ziarului «România liberă»”, alături de alți angajați ai ziarului.
Vechi reporter, a cercetat diferite subiecte controversate pe care le-a prezentat în articolele și cărțile pe care le-a scris: de la enigmele unor clădiri și monumente vechi ale orașului București (asupra cărora, după cum scria poetul Gheorghe Tomozei, „își dă (credibil) cu presupusul și visează ca un poet adevărat”) la o posibilă călătorie în România a lui Jules Verne care ar fi stat la baza scrierii romanului Castelul din Carpați (ipoteză contestată de Ion Hobana). A întreprins, printre altele, o anchetă amănunțită cu privire la o statuie de marmură reprezentându-l pe Neptun, aflată în curtea unei case de pe strada Ștefan Furtună nr. 47, căutând să afle cine este sculptorul ei, unii oameni de artă considerând că are asemănări mari cu operele lui Michelangelo sau ale artiștilor din școala lui Gian Lorenzo Bernini (1598-1680); Simion Săveanu a publicat un articol în România Liberă la 30 august 1964 și i-a dedicat apoi un capitol întreg intitulat „O statuie a lui Michelangelo la București?” în cartea Enigmele Bucureștilor (1973), pp. 46-58.
Simion Săveanu a emigrat ulterior în Israel, unde a publicat câteva cărți în limba română. Cartea Save the Honour of Civilization!, publicată în limbile engleză și română, prezintă tragedia navei Struma, care s-a scufundat în Marea Neagră în februarie 1942, în timp ce transporta 769 de refugiați evrei din România către Palestina. Autorul a inclus interviuri proprii cu unele persoane implicate în acest incident, plus un interviu luat supraviețuitorului David Stoliar de Maria Arsene în 1972, și a solicitat guvernului israelian să investigheze cauzele care au dus la explozia navei și să scoată nava de pe fundul mării.

## Distincții
- Ordinul Muncii clasa a III-a (28 februarie 1968) „pentru merite deosebite în muncă, cu prilejul împlinirii a 25 de ani de la apariția ziarului «România liberă»”[1]

## Scrieri

### Cărți
- Enigmele Bucureștilor, Ed. pentru turism, București, 1973
- Mai există enigme..., Ed. Sport-Turism, București, 1975
- Aventuri prin tunelul timpului, Ed. Sport-Turism, București, 1977
- Pe urmele lui Jules Verne în România, Ed. Albatros, București, 1980
- Amprentele umbrelor : [reportaje], Ed. Sport-Turism, București, 1983
- Dragostea, mai tare ca moartea!, roman, Beer Sheva, c. 1990
- Miracole : [50 minuni, întîmplări neobișnuite, salvări miraculoase], Beer Sheva, 1993
- Save the Honour of Civilization! / Salvați onoarea civilizației!, Ed. Minimum, Tel-Aviv, 1996

### Articole
- „Jules Verne a vizitat și țara noastră”, în Magazin, nr. 182, 1 aprilie 1961
- „Ada–Kaleh, orașul liliput din mijlocul Dunării”, în Magazin, septembrie 1962
- „O statuie neidentificată și istoria ei”, în România Liberă, nr. 6181, 30 august 1964
- „Secretele lui Jules Verne”, în Magazin, nr. 427, 11 decembrie 1965
- „Documente inedite cu privire la adevăratul atentator la viața lui Jules Verne”, în Magazin, nr. 526, 4 noiembrie 1967
- „Pe urmele lui Jules Verne... în Țara Hațegului”, în Magazin, nr. 668, 25 iulie 1970
- „Destăinuirile lui Jules Verne”, în Almanahul Magazin, 1972
- „Castelul din Carpați...”, în Almanah estival, Ed. Sport-Turism, București, 1976
- „Jules Verne a fost și la București?”, în Informația Bucureștiului, 24 februarie 1979
- „Farmacie de 157 de ani...”, în Informația Bucureștiului, 31 martie 1979
- „Un roman autobiografic al lui Jules Verne”, în Informația Bucureștiului, 14 aprilie 1979